# Diplomatieke betrekkingen tussen Japan en ASEAN
De Association of Southeast Asian Nations (ASEAN) en Japan hebben sedert de stichting van de organisatie nauwe betrekkingen. Deze betrekkingen kunnen in drie grote periodes ingedeeld worden. Ze variëren van institutionalisme en substantiële verwezenlijkingen tot regionalisme. Met name de drie grote Japanse doctrines speelden een grote rol in dit proces. Maar ook de voorgeschiedenis en de actualiteit mogen niet uit het oog verloren worden.

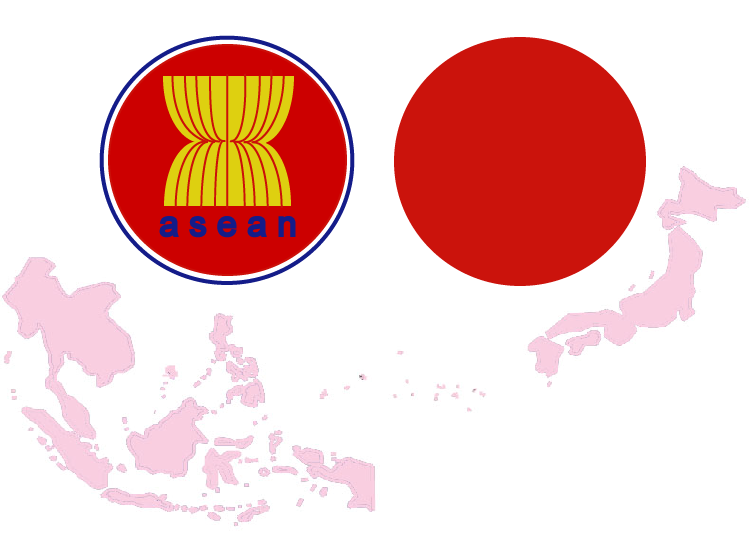
Japan-ASEAN-relaties

## Historische context

### Japantowns en Sakoku
Japan en Zuidoost-Azië hebben samen een lange geschiedenis. Tijdens de Japanse Middeleeuwen had Japan reeds handel met insulaire gebieden als Taiwan, ook met Laos, enz... Deze lucratieve handel met Zuidoost-Azië is bekend als de Shuin Sen-handel. De interactie werd versterkt met behulp van Japanse nederzettingen in Zuidoost-Azië. De Nihonmachi (日本町), of Japantowns, voerden voornamelijk handel met de plaatselijke bevolking. Zuidoost-Azië was namelijk - en is nog steeds - een gebied rijk aan natuurlijke grondstoffen en mineralen. De Japanse emigranten verbleven lang in het buitenland en door te trouwen werden ze geassimileerd in de plaatselijke bevolking. Er verbleven echter nooit zeer veel buitenlanders in Japan.

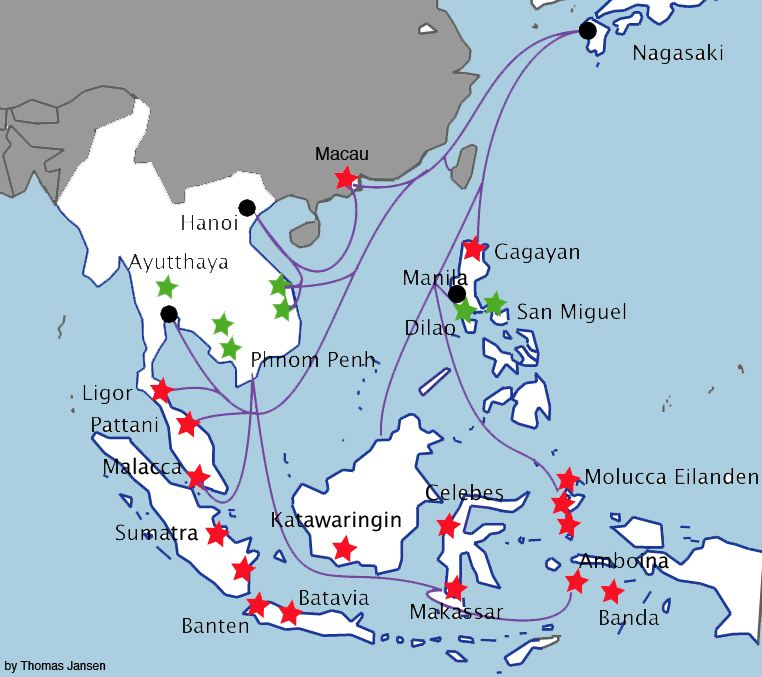
Japantowns in Zuidoost-Azië tijdens 16e-17e eeuw

Echter, tijdens de 17e eeuw sloot Tokugawa Japan haar deuren en isoleerde het zichzelf. De tijd van het Sakoku ("gehuld in kettingen") was aangebroken. Met de isolatie riep het shōgunaat ook de geëmigreerde Japanners terug naar hun moederland. Zij die niet terugkwamen, konden nooit nog aanspraak maken op een terugkeer. De isolatie betekende dat de handel tussen Zuidoost-Azië en Japan bijna volledig tot stilstand kwam. De grote uitzonderingen waren Nederland en in beperkte mate China.

### Opening van Japan en emigratie
Japan zou slechts twee eeuwen later terug geopend worden onder druk van de Amerikanen. Met de opening kwam er ook een verschuiving van de macht in Japan. Het Tokugawa-shōgunaat werd afgeschaft ten voordele van de Meiji-restauratie. Deze restauratie van de keizer hield in feite in dat er uiteindelijk een democratische basis kwam in Japan onder de vorm van een parlement. Japan richtte zijn blik nu ook op het gekoloniseerde Azië en kwam in conflict met China (Eerste Sino-Japanse Oorlog) en later ook Rusland (Russisch-Japanse Oorlog). Uit beide conflicten kwam het als grote overwinnaar tevoorschijn en werd het een grote koloniale macht in Azië. Ook vond er een grote emigratie plaats in het dichtbevolkte Japan. Vele Japanners emigreerden naar Zuid-Amerika en Azië. Een voorbeeld hiervan zijn de talrijke boeren uit Zuid-Kyushu die onder impuls van de overheid en met goedkeuring van de andere koloniale machten emigreerden naar Zuidoost-Azië. Verder zagen we opnieuw handelaars uitwijken die in Zuidoost-Azië goedkope producten verkochten zoals keramieken borden. Zelfs Japanse prostituees waren succesvol in het buitenland. Ze verdienden er wat geld waarmee ze uiteindelijk zelf een zaakje konden opstarten in de insulaire gebieden. Het is langs deze handelszaakjes dat Japanse bedrijven in de Shōwa-periode hun producten verkochten in het buitenland. In de koloniale gebieden van Zuidoost-Azië werden Japanse bedrijven dankzij hun expertise ook vaak aangewend voor ontginning.
De koloniale machten keken deze actieve economische activiteit met argusogen aan. In de jaren 20 en 30 werden deze Japanse activiteiten dan ook aan banden gelegd door de Verenigde Staten, het Verenigd Koninkrijk en Nederland. Zij vreesden een te sterke monopoliepositie van de Japanners en richtten spionageapparaten op om de Japanners in de kolonies in de gaten te houden. Zo werd er al eens lachend beweerd dat achter iedere Japanner een Nederlandse spion zat.

### De Tweede Wereldoorlog
Uiteindelijk breekt de Tweede Wereldoorlog uit voor Japan met diens aanval op het Amerikaanse Pearl Harbor. Zuidoost-Azië was van groot belang voor het Japanse oorlogsapparaat. Het gebied was rijk aan grondstoffen en beschikte over cruciale zeelijnen voor die grondstoffen. Met dat doel voor ogen vielen de Japanners de Filipijnen en Indonesië aan en verkregen in korte tijd controle over de talloze eilandjes. Thailand zag de grote kracht van de Japanners en verleende toegang tot hun grondgebied voor onder meer troepentransport. Japan richtte de Greater East Asia Co-Prosperity Sphere op. Dat diende zogezegd als een blok van Aziatische landen om Azië te bevrijden van de Westerse koloniale machten. Toch een zeer belangrijke nuance is het feit dat de bezetting van Zuidoost-Azië door Japan slechts drie jaren heeft geduurd. Dit staat sterk in contrast met de bezetting in China en Korea, waardoor de oorlog een minder geladen onderwerp is in Zuidoost-Azië. De duur van de bezetting was niet de enige oorzaak. In Zuidoost-Azië woonden ook vele geëmigreerde Chinezen, een zeer impopulaire bevolkingsgroep. De Japanners maakten zich populair door de Chinezen te vervolgen. Ook het afwerpen van het koloniale juk van onder meer Nederland werd positief ontvangen. Vele plaatselijke handelaars konden zo economisch meeprofiteren van de Japanse 'bevrijder'. De Nederlanders werden in interneringskampen geplaatst, en ervoeren de Japanners natuurlijk niet als bevrijder. Dit gold in feite voor heel Zuidoost-Azië, waar de meningen over de Japanners verschilden van regio tot regio. De plaatselijke bevolking werd geregeld blootgesteld aan inhumane omstandigheden en de opinie over de Japanners sloeg al snel om. Met het einde van de oorlog en van de Japanse bezetting werden vele Japanners, die nog steeds in Zuidoost-Azië zaten, gewroken door de plaatselijke bevolking. Vele Japanners keerden uiteindelijk terug naar het land van de rijzende zon en lieten een breuklijn met Zuidoost-Azië achter.

### De naoorlogse Yoshidadoctrine
De buitenlandse politiek van Japan tijdens de naoorlogse periode tot de jaren 60 werden gekarakteriseerd door
- het nastreven van economische ontwikkeling
- en het onderhouden van een underdog rol op internationaal vlak binnen de Amerikaanse hegemonie over Japan

Dit waren ook de twee voornaamste pilaren van de Yoshidadoctrine. Deze doctrine was van strategisch belang om het verwoeste land terug op te bouwen tijdens de Koude Oorlog. De economische heropbouw stond centraal. Door de sterke afhankelijkheid vis-à-vis Amerika werd de Japanse Oost-Azië politiek sterk beïnvloed door de Amerikaanse Koude Oorlog strategieën. Pas in de jaren 50 wierp Japan terug een blik op Azië. In 1957 werden in het eerste blauwboek van het Japanse Ministerie van Buitenlandse Zaken (MOFA) drie principes naar voren gebracht.
- toenadering tot Azië
- toenadering tot het Westen
- Verenigde Naties-centrisme

De reden hiervoor kan gevonden worden bij de Amerikaanse invloed op de Japanse buitenlandse politiek. De regering-Truman in Amerika vreesde de groeiende isolatie van Japan in Azië. De Amerikanen stonden erop dat Japan terug banden aan zou knopen met niet-communistisch Azië om zo 'het werkpaard van Azië' te worden. Yoshida erkende dat de ontwikkeling van de regio een economisch voordeel voor de Japanse industrie kon zijn. Japan zou vanaf nu steeds de gulden middenweg trachten te vinden tussen aan de ene kant het Westen en aan de andere kant Azië. Japan begon met Zuidoost-Azië te onderhandelen over herstelbetalingen in de vorm van economische bijstand. Dit zou echter niet in de vorm van cash geld zijn, maar door middel van diensten en producten van Japanse bedrijven. Zo werd de economische bijstand onrechtstreeks een bijstand voor Zuidoost-Azië als voor Japan. De Japanse bedrijven verkregen namelijk een nieuwe afzetmarkt in Zuidoost-Azië. In deze context moet de rol van de Zaikai niet onderschat worden. Het waren zij die geregeld het initiatief namen en soms zelfs de Japanse overheid vertegenwoordigde tijdens gesprekken. Verscheidene personen van onder andere de FTA (Foreign Trade Association) en van de fameuze keidanren hebben geregeld onderhandelingen met specifieke landen geleid. Dit soort bijstand werd voortgezet onder premier Kishi. Hij hechtte nog meer belang aan Zuidoost-Azië dan Yoshida. Hij was de eerste premier die Zuidoost-Azië bezocht na de Tweede Wereldoorlog. In 1957 stelde hij een South Asia Development Fund (SADF) voor, maar werd tegengewerkt door de Verenigde Staten. Dit voorval illustreerde de moeilijke balans van een blik op het Westen en Azië.

### Wantrouwen inZuidoost-Azië
Japan streefde een goed ontwikkeld en economisch stabiel Zuidoost-Azië na. De redenen zijn ondertussen al genoemd: de eis van de Amerikanen dat Japan een grotere internationale verantwoordelijkheid zou innemen en economisch voordeel voor Japan. Er was echter ook een politiek voordeel. Tijdens de jaren 60 was de Japanse politiek er steevast van overtuigd dat een politiek en economisch instabiel Zuidoost-Azië een groot gevaar zou kunnen betekenen voor de Japanse veiligheid. Vandaar de nood aan economische samenwerking met Zuidoost-Azië, maar met de nodige voorzichtigheid. Een mooi voorbeeld van die voorzichtigheid is de oprichting van de Asian Development Bank (ADB). Eerste Minister Sato interesseerde zich enorm in het project, want het was de uitgelezen manier om de rol van Japan op regionaal en internationaal vlak te versterken. Maar toen bleek dat Japan de grootste financier van het project zou zijn, krabbelden de Japanners terug. Japan wilde wel helpen in Azië, maar wilde niet de grote last alleen dragen. Vandaar dat Japan pas bijdraaide toen de Verenigde Staten ook steun toezegden. De hoofdzetel zou in Tokio komen en Japan zou daarbij het voorzitterschap op zich nemen. Hoe goed de bedoelingen van de Japanners ook waren, Zuidoost-Azië vertrouwde het niet helemaal. De economische bijstand werd in hun ogen enkel verleend omdat Japan er profijt uit haalde. Bovendien voelden de Aziatische landen zich behoorlijk in het zak gezet nu hun oude bezetter weer zo snel aan het opklimmen was. De hoofdzetel van de ADB kwam door middel van compromis in Manilla, maar Japan zou als grootste financier het voorzitterschap bekleden.

### Wijziging in de aanpak door Japan
Japan voelde dat er iets fout zat in het Zuidoost-Aziatische sentiment en probeerde in 1966 een betere verstandhouding te bereiken met het houden van de Ministerial Conference for Economic Development in Southeast Asia (MEDSEA). Dit was de eerste naoorlogse conferentie georganiseerd door Japan. De nadruk kwam te liggen op betere economische bijstand. Zuidoost-Azië was echter nooit geheel overtuigd van de Japanse voorstellen op de conferentie. De vergadering kwam jaarlijks bijeen tot 1974. In hetzelfde jaar dat MEDSEA werd opgericht, probeerde Japan ook positief bij te dragen aan de Asia Pacific Council. Deze organisatie was sterk gekant tegen het communisme, China en was pro-Zuid-Vietnam en dus pro-Amerikaans. Deze organisatie verloor echter alle betekenis in de jaren 70 met de Nixon-schok en werd bijgevolg opgeheven. Japan zag in dat een prestigieus beleid in Zuidoost-Azië op veel argwaan werd onthaald. De politieke leiders in Japan concludeerden dat het beter was om een laag profiel te hanteren op internationaal vlak. Japan kon volgens hun beter deelnemen aan initiatieven van Zuidoost-Azië dan er zelf eentje te propaganderen.

### Pril regionalisme in Zuidoost-Azië
Na het vertrek van de koloniale machten in de naoorlogse periode, bleef Zuidoost-Azië aanvankelijk verweesd achter. Zuidoost-Azië trachtte zijn identiteit in Azië en de wereld terug te vinden. De Zuidoost-Aziatische landen trachtten elkaar terug te vinden door organisaties als ASA en Maphilindo op te richten. ASA werd opgericht in 1961 door het toenmalige Malaya (Maleisië), Thailand en de Filipijnen. Diplomatieke contacten stonden centraal binnen ASA. Binnen de organisatie lagen vooral Maleisië en de Filipijnen geregeld met elkaar overhoop. De organisatie zou de jaren 60 niet overleven en werd ontbonden in 1967. Een tweede organisatie was Maphilindo. Maphilindo werd opgericht in 1963 en had als leden Maleisië, Indonesië en de Filipijnen. Maphilindo diende de Malay-volkeren dichter bij elkaar te brengen en de grenzen -opgeroepen door het kolonialisme- weg te werken. Dit moest geschieden door middel van consensus. Steeds terugkerende conflicten en wantrouwen hinderden de werking van Maphilindo wat resulteerde in de ontbinding ervan in 1966. Deze twee organisaties hadden geen concrete realisaties voortgebracht, toch illustreerden ze de aanvang van een pril regionalisme in Zuidoost-Azië. Een regionalisme dat deze landen meer en meer zou doen samenwerken nu de koloniale machten vertrokken waren.

## Wat is ASEAN?

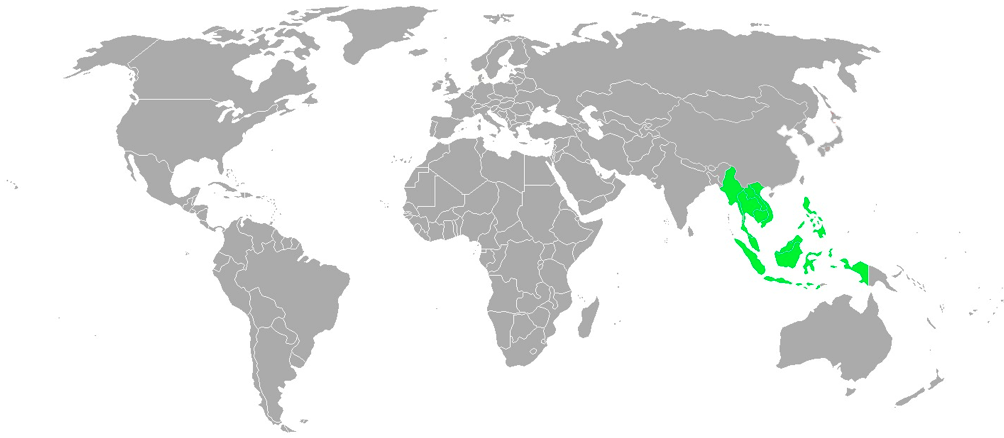
ASEAN op de wereldkaart

De tendens tot samenwerking en regionalisme in Zuidoost-Azië werd gevoed door het wegvallen van onder meer het Britse imperium dat in deze regio een zekere veiligheid bood. Bovendien was er de vrees dat Amerika niet eenzelfde stabiliteit zou kunnen garanderen. Daarbovenop werd het regionale evenwicht in twijfel getrokken nu China zich steeds meer aan het opwerken was in de internationale gemeenschap. Er was dus sprake van een zekere externe druk tot samenwerking.
Deze samenwerking kreeg vorm onder ASEAN. Deze organisatie werd in 1967 opgericht door vijf Zuidoost-Aziatische landen: Thailand, Maleisië, de Filipijnen, Singapore en Indonesië. Het gedoopte ASEAN kreeg daarom ook weleens de naam "ASEAN 5". Oppervlakkig kon het toenmalige ASEAN gezien worden als een douane-unie zoals die bestond tussen de landen van de EEG. Ze had twee doelstellingen.
- Samenwerking tussen landen om een vreedzame samenleving te bekomen.
- Democratie introduceren bij niet-democratische leden. De samenwerking betrof landen met allerlei soorten staatsmodellen, al dan niet democratisch. Het was - en is nog steeds - de bedoeling dat leden meer en meer democratische regels bekrachtigen om het profijt te optimaliseren. Een mooi voorbeeld hiervan is het toetreden van Myanmar tot ASEAN.

In haar kinderschoenen was ASEAN allesbehalve een intense samenwerking tussen haar leden. De handel onderling was namelijk zeer gering. De leden zagen meer profijt in handel met economische supermachten als de VS en Japan. Een handelsblok tegen andere economische blokken was daarom niet zo'n prioriteit. Deze passieve status van ASEAN bleef voortduren tot 1975, net na het einde van de Vietnamoorlog. Bepaalde geschiedenisfeiten, zoals de terugtrekking van de Amerikanen uit Vietnam in 1975 en het wegvallen van de anticommunistische regeringen van Laos en Cambodja, boden ASEAN een gelegenheid om bijeen te komen en de veiligheid in de regio te bespreken. In 1976 vond de Bali-top plaats. Er werd een secretariaat opgericht en op deze top vroeg ASEAN aan het kapitaalkrachtige Japan een leidende rol te spelen in de regionale veiligheid van Zuidoost-Azië. Japan was de uitgelezen kandidaat voor deze opdracht. Dankzij haar herwonnen economische macht kon zij dienen als de basis van een intensieve Aziatische samenwerking. Ze hadden de knowhow, de bedrijven en het kapitaal.
In de loop der jaren werd ASEAN uitgebreid en vonden ook de nodige twisten plaats. Eind jaren 70, begin jaren 80, was er bijvoorbeeld een kleine crisis binnen ASEAN. De regionale veiligheid van haar leden kwam in gevaar toen Vietnam Cambodja bezette. Uit angst voor een agressie tegen Thailand veroordeelde ASEAN het optreden van Vietnam. Het voorval toonde de nood aan regionale samenwerking.
In de jaren 80 en begin jaren 90 sloten ondertussen andere Zuidoost-Aziatische landen zich aan bij ASEAN. Brunei in 1982, en na de Koude Oorlog ook Vietnam, Laos, Cambodja en Birma (Myanmar). Het ASEAN van vijf was nu ASEAN 10 geworden. In de jaren 90 zoekt ASEAN ook toenadering tot de drie grote economieën van Noordoost-Azië. Samen met Japan, China en Zuid-Korea werd een samenwerking op poten gezet: ASEAN+3. Dit was echter geen geformaliseerde instelling en vooral bij de aanvang van de samenwerking werd de naam ASEAN+3 slechts voorzichtig in de mond genomen.
Ook in de begin jaren 90, vond de stichting van de APEC (Asia-Pacific Economic Cooperation) plaats. De APEC is een organisatie waarin allerlei landen rond de Stille Oceaan vertegenwoordigd zijn. De APEC heeft als doel de economische banden aan te halen tussen haar leden en uiteindelijk een vrijhandelszone op te richten tegen 2020. Ook wordt op het niveau van APEC geregeld gediscussieerd over de aanpak van veiligheidsproblemen zoals Noord-Korea. Maar een aantal ASEAN-landen verzetten zich tegen de vertegenwoordiging van landen zoals de Verenigde Staten, Australië en Nieuw-Zeeland. Sommige ASEAN-landen prefereren, wegens het westerse karakter van APEC, een meer intense samenwerking op niveaus als ASEAN en ASEAN+3.
In 1997 diende zich een nieuwe crisis aan in Oost-Azië: de Aziatische financiële crisis. Opnieuw illustreerde een crisis de nood aan een nieuw soort -meer intensieve- samenwerking. Om elkaar beter te kunnen ondersteunen in geval van crisis werd het Chiang Mai-initiatief een basis van economische samenwerking. Dit initiatief wordt verder in de tekst toegelicht.

Ongeveer op hetzelfde moment werd ook een Oost-Aziatische vergadering gesuggereerd. Om nog beter in te spelen op regionale problemen en regionale economische ontwikkeling was het best dat andere grote spelers uit de regio, zoals India en Australië ook betrokken zouden worden. Een eerste East Asia Summit kwam er in 2005.
De historische context en de evolutie van ASEAN door de jaren heen zijn een belangrijk gegeven om de relaties tussen Japan en ASEAN te begrijpen en te situeren in de tijd. We kunnen nu vanuit Japans oogpunt wat dieper ingaan op deze relaties met ASEAN, die onder te verdelen vallen in drie grote periodes.

## Evolutie van Japan-ASEAN-relaties
De eerste relaties tussen ASEAN en Japan werden aangeknoopt in november 1973. In het begin van 1973 had ASEAN al aan Japan gevraagd om onderhandelingen omtrent de industrie van rubber. De industrie van synthetisch rubber in Japan vormde namelijk een ernstige bedreiging voor de uitvoer van natuurlijke rubber, wat de hoeksteen vormde van de economie van enkele ASEAN-landen. Tegen november 1973 waren de onderhandelingen zo ver dat er een ASEAN-Japan Rubber Forum werd opgericht. De inspanning loonde, Japan en ASEAN gebruikten het forum op een goede manier en het probleem werd opgelost.
Het jaar 1973 was ook het jaar van de oliecrisis, die ook zijn invloed liet gelden in de rubberindustrie. Japan kreeg ook klachten van verscheidene ASEAN-landen over de onevenwichtige handelsbalansen. De Japanse dominantie in de regio leidde in 1974 tot incidenten waarin de Japanse premier Tanaka Kakuei tijdens zijn officiële reis naar Zuidoost-Azië geconfronteerd werd met rellen in Jakarta en Bangkok. Gelijkertijd wilde Japan ook vriendelijke relaties onderhouden met Indonesië, op dat moment hun belangrijkste leverancier van olie.
In het midden van de jaren 70 waren de machtsverhoudingen in Zuidoost-Azië grondig aan het veranderen. Het einde van de Vietnamoorlog en de kleine hervorming van ASEAN door de Bali Summit hadden hun invloed op Tokio. Voor ASEAN was het concept van gezamenlijke economische ontwikkeling en steun van grote machten van buitenaf aantrekkelijk geworden. Het einde van de Vietnamoorlog, en het verminderen van de Amerikaanse invloed in de regio die daarmee gepaard ging, had het mechanisme van de Koude Oorlog in Azië verzwakt. Japan moest een nieuw beleid gaan voeren in Zuidoost-Azië, en het zou beduidend zelfstandiger moeten zijn dan tevoren. Hiervoor was echter een nieuwe diplomatische doctrine nodig.

## Takeo Fukuda legt de basis
Op 23 december 1976 werd er in Japan een nieuwe premier verkozen. Deze premier droeg de naam Takeo Fukuda. Zijn verkiezing luidde het begin van een nieuw beleid van Japan met betrekking tot Zuidoost-Azië in, dat de nadruk zou leggen op ASEAN. Fukuda had al sterke persoonlijke banden met verscheidene ASEAN-leiders voor hij leider van de LDP werd. De regeringsleiders in zowel Japan als Zuidoost-Azië hadden veel achting voor hem. Deze laatsten hadden hem ook nodig om hen een sterke duw in de rug te geven aan het begin van het tweede decennium van ASEAN. Toen premier Fukuda de zetel overnam van Takeo Miki als premier van Japan, had hij zijn beleid al op voorhand zorgvuldig uitgewerkt. Zijn beleid naar het buitenland toe kan samengevat worden in drie punten:
- Het verderzetten van het Japanse experiment van een land met overweldigende economische macht, maar zo goed als geen militaire macht;
- Het verder ontwikkelen van de rol van Japan in de internationale scène;
- Het definiëren van de rol die Japan zou kunnen spelen in het herstellen van de wereldeconomie en het noord-zuidprobleem.

De eerste van deze drie was al een gekoesterd beleidspunt geweest van Fukuda in zijn dagen als minister van Buitenlandse Zaken. Maar voor premier Fukuda van slag kon gaan moest hij eerst deze ideeën in een officieel beleid gieten. De leiders van de Zuidoost-Aziatische landen zaten hier ongeduldig op te wachten. In hun ogen was het veelbelovend dat Fukuda de nieuwe premier van Japan geworden was. Fukuda was namelijk een van de mensen die in 1972 de Japan Foundation had opgericht. Dit was een organisatie die zich moest specialiseren in het bevorderen van culturele uitwisseling op internationaal vlak. Sinds de oprichting ervan had Fukuda het voortouw genomen in het definiëren van de rol van Japan als een niet-militaire leider die op vlak van wederzijds vertrouwen en begrip van elkaars cultuur een betere relatie zou opbouwen met de landen van Zuidoost-Azië.
De doctrine moest zo snel mogelijk vorm krijgen, want iedereen betrokken had eenzelfde gedachte over het toen huidige beleid van Japan ten opzichte van Zuidoost-Azië: het werkte niet. Het grondstoffenbeleid van Japan in Zuidoost-Azië had geleid tot een anti-Japanse beweging in 1974. Het einde van de Vietnamoorlog in 1975 en daarbij gepaarde terugtrekking van de V.S. uit de regio zorgde ervoor dat Japan zijn beleid nu moest omvormen om onafhankelijker te worden van de V.S. in Zuidoost-Azië. Een laatste bepalende factor was de ontwikkeling van ASEAN naar een organisatie die serieus mocht worden genomen, hun eerste top in 1976 en hun wens tot Japanse steun, vooral op economisch vlak. Deze factoren, gepaard met de Tanaka-rellen die heersten in verscheidene Zuidoost-Aziatische hoofdsteden, waren de gepaste omstandigheden voor de introductie van een nieuw Japans beleid betreffende Zuidoost-Azië.

### De Fukudadoctrine
In juli 1977 vond er een bijeenkomst plaats tussen premier Fukuda en enkele topleiders van de ASEAN-landen, met aan het hoofd de Indonesische minister van Handel Radius Prawiro. Het was de eerste maal dat een dergelijke bijeenkomst plaatsvond sinds het einde van de oorlog. Als we de periode voor de oorlog ook meerekenen, was het nog maar de tweede keer, de eerste vond plaats in 1943 onder de vorm van de Great East-Asian Conference die plaatsvond in Tokio. Na de bijeenkomst voelde Japan nog enige achterdochtigheid van de Zuidoost-Aziatische landen. Dit, gepaard met het lekken van de nieuwe doctrine naar de pers toe, leidde tot het herschrijven van de Manilla Speech. Het resultaat was volgende de volgende drie principes:
- Japan ziet af van een militaire macht te worden en legt zich toe op het werken naar vrede en welvaart in Zuidoost-Azië;
- Japan zal zijn best doen om een relatie van wederzijds vertrouwen te consolideren op basis van een "kokoro-to-kororo" (heart-to-heart) relatie;
- Japan wordt een gelijke partner van ASEAN en zijn lidstaten, zal samenwerken met hun om te streven naar een relatie gefundeerd op wederzijds begrip op te bouwen met de naties van Indochina en zo bij te dragen tot het verzekeren van vrede en welvaart doorheen geheel Zuid-Azië.

Of in de woorden van premier Fukuda:

As a Japanese politician, who had been concerned with Southeast Asia for a long time, I have had a determined objective at the time of my Southeast Asian visit. That was to forge a closer friendschip between Japan and ASEAN, and to reconstruct a new rationale of international relations. I feel that the Fukuda Doctrine is still now alive steadfastly in the region.

### Verder verloop van de Fukudadoctrine fase
Op de internationale scène was het jaar 1978 voor ASEAN geen rustig jaar. Ze werd een van de middelpunten van diplomatische activiteit, met leiders van verscheidene staten over de hele wereld die een bezoek brachten aan Zuidoost-Azië, onder meer de Amerikaanse vicepresident Walter Mondale, viceminister van Buitenlandse Zaken Nikolai Firyupin van de Sovjet-Unie en de Chinese vicepresident Deng Xiaoping. Japan zag de belangrijke rol die voor hem was weggelegd in het gedrang komen. In dit licht bracht premier Zenko Suzuki, zoals Fukuda dat hem had voorgedaan, een bezoek aan de regio (Indonesië, Maleisië, de Filipijnen, Singapore en Thailand) in januari 1981. In Bangkok hield hij een toespraak waarin hij de volgende punten, die al bekend klonken in de oren, benadrukte:
- Japan zal geen militaire rol gaan spelen in de internationale scène;
- De politieke rol die voor Japan is weggelegd is een rol van het bewaren van vrede;
- Op vlak van economische samenwerking zal Japan zich concentreren op vier vlakken: rurale ontwikkeling, energiebronnen, human resources en kleine of middelgrote ondernemingen.

Een belangrijk punt van deze samenkomst, is dat premier Suzuki bezoek had gebracht aan zijn Zuidoost-Aziatische collega's alvorens de president van de V.S. te bezoeken.
In 1978 viel het communistische Vietnam Cambodja binnen, wat Japan noopte om de ontwikkelingshulp naar Vietnam stop te zetten. Japan stond achter het beleid van ASEAN tegenover Vietnam, maar bleef toch afzonderlijk contacten onderhouden met Hanoi. Op de derde ASEAN-Japan Foreign Minister's Meeting in juni 1981 stelde Japans minister van Buitenlandse Zaken Sunao Sonoda de Japanse aanpak van het probleem in Cambodja voor:
- Het verzenden van troepen die de vrede moeten bewaren en een staking van het vuren behouden;
- Het terugtrekken van de Vietnamese troepen in verscheidene fases;
- De groepering van gewapende Cambodjanen en hun systematische ontwapening;
- Het behouden van vrede en orde in Cambodja.

Met zijn actieve inbreng toonde Sonoda dat Japan er klaar voor was om zo veel mogelijk mee te werken met ASEAN. Het conflict bleef echter duren en na twee jaar was er nog geen beterschap in zicht. Japan begon zich dus zorgen te maken over de toekomst van zijn economische en financiële giften. In 1984 legde Japans minister van Buitenlandse Zaken Shintaro Abe het nieuwe beleid van Japan voor:
- Japan neemt de kosten van de vrede bewarende ondernemingen voor zijn rekening;
- Japan zou logistieke steun geven voor een verkiezing die onder internationaal toezicht zou gehouden worden;
- Japan zou economische steun verlenen aan Cambodja, Laos en Vietnam eenmaal de vrede in Cambodja verzekerd was.

Van april tot mei 1983 bracht premier Yasuhiro Nakasone een nieuw bezoek aan de vijf ASEAN-landen. Om de relatie gebaseerd op wederzijds vertrouwen te behouden, stelde Nakasone drie punten voor:
- Een toename van 50 procent op het afsluiten van quota's voor industriële producten van de ASEAN-landen, beginnend in 1984;
- Herontwikkeling van een programma waarin Japan ASEAN-ondernemingen zou helpen in planrenovaties;
- Een uitnodiging voor 150 jongeren vanuit de ASEAN-landen om elk jaar Japan te bezoeken en de lancering van een wetenschappelijk-technische samenwerking tussen Japan en ASEAN.

Het lot wilde echter dat onmiddellijk na zijn bezoek Nakasone al zijn aandacht zou moeten richten op economische moeilijkheden te danken aan druk van Amerikaanse en Europese zijde. De aankondiging van het Action Plan in juli 1985 maakte alles formeel. Nakasone toonde dat hij sterke aanleg had tot het oplossen van economische problemen, maar stresseerde ondertussen het beeld van Japan als een land van het Westen. Dit resulteerde in een verwaarlozing van de relaties met ASEAN en de daarbij gepaard gaande vermindering van handel en investeringen. Nog ongelukkiger was het toeval dat dit gebeurde op een moment waarin ASEAN meer dan ooit de Japanse steun nodig had. ASEAN bevond zich namelijk in een tijd van de ergste stagnatie die ze bekend hadden.
Ondanks Nakasone's verwaarlozing heeft deze periode een vaste basis gelegd voor de toekomstige uitbouw van Japan-ASEAN-relaties.

### Economisch onevenwicht tussen ASEAN en Japan
Het was ongetwijfeld de Fukudadoctrine die het startsein gaf aan de ontwikkeling van economische betrekkingen tussen ASEAN en Japan. De doctrine toonde aan dat Japan zich er klaar voor voelde om een meer belangrijke rol te gaan spelen in het gebied, door zich ook te wagen in politieke betrekkingen. Japan wierp zich op als de bemiddelaar tussen de ASEAN-landen en andere landen uit Indochina. Deze bemiddeling zou echter niet van politieke, maar van economische aard zijn, namelijk in de vorm van ODA's (Overseas Development Assistance). Japan moest echter dit beleid stilzetten toen Vietnam Cambodja binnenviel in december 1978. Ondanks deze onderbreking had Japan toch getoond dat het bereidwillig was om zijn economische macht te gebruiken om een meer verantwoordelijke politieke rol te gaan spelen in Zuidoost-Azië.
Tijdens deze periode voerde de Japanse overheid voornamelijk een protectionistisch beleid. Om het kracht bij te zetten vaardigde het MITI (Ministry of International Trade and Industry) informele aanbevelingen (ook wel als administratieve richtlijnen gekend) uit. Deze richtlijnen werkten uitermate goed tijdens de hoge economische groeiperiode van de jaren 80, de Japanse markt werd gereguleerd door wetten die de kapitaal- en technologiestroom nauwgezet in de gaten hielden. Gebaseerd op de Foreign Exchange Law en Trade Control Law, functioneerde het MITI als poortwachter voor het inkomende kapitaal, technologie en grondstoffen. Buiten de essentiële benodigdheden als grondstoffen, technologie en voedsel waren er weinig producten toegelaten op de Japanse markt. Buitenlandse firma's die toch mochten investeren werden nauwgezet in het oog gehouden en gecontroleerd door het MITI. Deze restrictieve invoermaatregelen schermden de Japanse markt af tegen de harde concurrentie van het buitenland en gaven de mogelijkheid voor Japanse bedrijven om zich te ontwikkelen en wapenen voor de competitieve wereldmarkt. Door het verplichten van buitenlandse bedrijven joint ventures te vormen met de Japanse bedrijven konden de Japanse bedrijven goedkoop aan buitenlandse technologie komen en tevens hun industriële basis moderniseren. De druk die ASEAN uitoefende werd omzeild en op herhaalde vraag van het ASEAN Economic Minister's Meeting naar een evenwichtige handel, open markten, technologie overdracht en overdracht van R&D werd nauwelijks ingegaan. In Singapore had Dr Tony Tan, voormalig minister van Handel en Industrie, in een interview met het Japanse dagblad Nikkei Shogyo kritiek gegeven op het gesloten karakter van de Japanse markt. Hij gaf voorbeelden zoals de rigoureuze controles die vlees- en visproducten die van ASEAN naar Japan gevoerd werden ondergingen, en de Japanese Industry Standard (JIS) waaraan alle industriële goederen moesten voldoen. Deze maatregelen die Japan nam om de invoer van goederen uit de ASEAN-landen te beperken waren maar twee voorbeelden van een hele reeks invoerbeperkingen die een bron van ergernis vormden voor de ASEAN-leiders.
Hoewel de ASEAN-landen individueel geen degelijke handelsbalans konden houden met Japan, slaagde ASEAN als een geheel tijdens deze periode hier wel in. Van 1979 tot 1982 zorgde de uitvoer van industriële grondstoffen zoals olie, aardgas, koper, rubber, ... voor een overschot op de handelsbalans in het voordeel van ASEAN. Deze was echter vooral te danken aan Indonesië. Bekeek men de landen apart, dan leden Maleisië, de Filipijnen, Singapore en Thailand allemaal aanzienlijke handelstekorten met Japan.
Tijdens de periode 1973-1983 bleef het percentage van ASEAN in de Japanse invoer hangen ergens tussen 11 en 15 procent. In de uitvoer van Japan vindt men hetzelfde terug: ASEAN maakte slechts 9 tot 11 procent uit van de Japanse uitvoer. Gezien van het standpunt van Japan, was de ASEAN-Japan handel dus niet van het allergrootste belang. Voor ASEAN was deze handel echter allesbehalve onbelangrijk. Tussen 1973 en 1982 ging soms 50 procent van de uitvoer van Indonesië naar Japan. Buiten Indonesië waren nog Thailand, de Filipijnen en Maleisië zeer afhankelijk van Japan voor hun uitvoer. Ook voor de invoer was Japan een belangrijke partner. Ongeveer een kwart van de invoer van de landen Thailand, de Filipijnen, Maleisië en Indonesië kwam tijdens deze periode van Japan. Opmerkelijk is dat Singapore tijdens deze periode geen enkele trend gevolgd heeft, en zijn handelsbalans heeft evenwichtig kunnen houden. Deze periode wordt dus bekend door een contrast in het belang dat Japan speelde voor ASEAN, en het relatieve onbelang dat ASEAN was voor Japan.
Deze periode is ook bekend door de toename van de Japanse FDI (Foreign Direct Investment). Deze uitbreiding ging van start gebaseerd op de volgende doeleinden:
- Het verkrijgen van betere toegang tot natuurlijke grondstoffen in ontwikkelende landen;
- Het beschermen van de buitenlandse markten voor Japanse producten;
- Het benutten van goedkope arbeid en buitenlandse werkkrachten;
- Het bevorderen van uitvoer;
- Het uitschakelen van bepaalde omstandigheden die onvoordelig zouden zijn voor verdere uitbreiding.

Daarnaast werden de Japanse FDI nog verder gestimuleerd door de ongekende opwaardering van de yen in de herfst van 1985.

### De dialoog tussen ASEAN en Japan krijgt een formele basis
De Fukudadoctrine bracht ook de formalisering van relaties tussen Japan en ASEAN met zich mee. In deze context kan men dus de eerste ASEAN-Japan Foreign Minister's Meeting plaatsen. Deze werd voor het eerst gehouden in juni 1978 op initiatief van Japans minister van Buitenlandse Zaken Sunao Sonoda en wordt nog regelmatig gehouden, onder de hernieuwde noemer ASEAN Post Ministerial Conference (PMC). Aanvankelijk werden hierop ook de Verenigde Staten, Nieuw-Zeeland, Australië en de toen huidige Europese Communie uitgenodigd, maar deze is nu nog meer uitgebreid. Sinds de oprichting van de PMC heeft ASEAN meteen na elke samenkomst van de exclusieve ASEAN Foreign Minister's Meeting' (AFMM) een zitting gehouden van de PMC. De eerste samenkomsten handelden vooral over de economische steun die Japan toen aan Vietnam gaf. Daarnaast stelde Japan nog de oprichting van een ASEAN-Japan Economic Minister's Meeting (AJEMM) voor, die van start ging in november 1979 en sinds 1992 regelmatige zittingen heeft. De eerste zitting ervan vond plaats in Tokio en besloeg verscheidene punten van gezamenlijke economische interesse: handel, investeringen, technologieoverdracht, ontwikkelingshulp en integratie in de wereldhandel. De partij van ASEAN bestond uit de ministers van Buitenlandse Zaken van de ASEAN-landen en de Secretaris-Generaal van het ASEAN-secretariaat. Japan werd vertegenwoordigd door vijf ministers: Buitenlandse Zaken, Financiën, Landbouw, Internationale Handel en Industrie en ten slotte Economische Planning. Buiten de symbolische daad van het oprichten van de ASEAN Promotion Center for Trade, Investment and Tourism, volgde Japan niet met daadwerkelijke maatregelen om het economische onevenwicht te verbeteren. Een tweede ontmoeting van de AJEMM in 1985 kende dezelfde mislukking. ASEAN verlangde een evenwichtige handel, open markten, technologieoverdracht en overdracht van R&D. Japan bleef zich echter eenzijdig concentreren op de ontwikkelde landen.
Buiten de oprichting van de AJFMM en de AFEMM kent deze periode nog een zeer belangrijke formalisering van de verhouding tussen ASEAN en Japan, namelijk het oprichten van het ASEAN-Japan Forum (AJF). Fukuda's bezoek aan de ASEAN-landen in het midden van de jaren 70 liet zo'n overweldigende indruk na dat het vrijwel rechtstreeks leidde tot de oprichting van het ASEAN-Japan Forum. Er was al een eerder forum geweest tussen ASEAN en Japan, inzake de problemen rond de handel van rubber in november 1973. Het was echter 4 jaar later, in maart 1977, dat de eerste zitting van het AJF plaatsvond.
De eerste twee zittingen van het AJF hadden de bedoeling om een vaste basis te leggen waarop een discussie zou kunnen groeien inzake economische en culturele samenwerking tussen Japan en ASEAN. De drie belangrijkste programmapunten van de eerste zitting van het forum waren:
- Het streven om gezamenlijk tot beslissingen te komen inzake onderwerpen die betrekking hebben op samenwerking tussen ASEAN en Japan;
- De samenwerking tussen Japan en ASEAN herzien en opvolgen;
- Nieuwe maatregelen voor te stellen die de samenwerking kunnen uitbreiden.

De tweede zitting van het AJF werd gehouden te Tokio in oktober 1977. Beide partijen bespraken er de samenwerking op vlak van handel, economie en cultuur en spraken af hun samenwerking uit te breiden naar andere gebieden waar gezamenlijk profijt zou kunnen behaald worden. Er werd echter nog geen bevredigende overeenkomst gevormd inzake de drie belangrijkste samenwerkingsvlakken. Van de derde tot de negende bijeenkomst vindt men keer op keer hetzelfde patroon terug: ASEAN die Japan vraagt zijn markt open te stellen en wat vrijgeviger te zijn met ontwikkelingshulp en technologische overdracht. De reactie van Japan schoot echter elke keer tekort. ASEAN kon zijn frustraties enige tijd bedwingen door de focus te verschuiven naar de hulp die Japan kon bieden op vlak van economische ontwikkeling van de ASEAN-landen.
ASEAN kreeg te maken met de ergste crisis in haar geschiedenis, die samen met een ontoereikende reactie van Japan, leidde tot het losbarsten van frustraties op het zevende AJF in oktober 1984. De topmannen van ASEAN lieten weten:

In the latest round of tariff reductions of the affected items, ASEAN's share of the total Japanese imports was minimal while the developed countries enjoyed the preponderant share. The ASEAN side stressed that trade was of vital importance to ASEAN and cooperation between ASEAN and Japan on trade matters should be improved.

ASEAN had al verscheidene malen verzocht van Japan om zijn markten open te stellen. Japan bleef dit verzoek voorzichtig omzeilen terwijl het aandeel van de westerse landen in de Japanse markt toenam.
In juli 1986 werd het achtste AJF gehouden. Opnieuw legde ASEAN de nadruk op de hoognodige opening van de Japanse markt. Daarnaast verzocht ASEAN ook om een verbetering in de Japanese General Scheme of Prefence (GSP), het verlagen van tariefbarrières en het uitbreiden van invoerquota's naar ASEAN-landen. Daarbij vroeg ASEAN nog dat voor deze maatregelen van start zouden gaan, ze samen met Japan zou kunnen overleggen over de uitwerking ervan, opdat de ASEAN-landen zich al zouden kunnen voorbereiden.
Klik hier voor een meer gedetailleerd overzicht van de belangrijkste zittingen van het ASEAN-Japan Forum.

## Japan-ASEAN-relatie tijdens een veranderende wereldorde
Deze periode was in die mate belangrijk voor de ASEAN-Japan-relatie omdat de basis van de relatie verder werd versterkt. Met het einde van de Koude Oorlog, het afnemen van Amerika's macht en het opkomen van China moest Japan zich heroriënteren op zijn buitenlands beleid en zijn rol in de internationale gemeenschap. Deze herdefiniëring zag Japan in het voortzetten en verbeteren van zijn relaties met ASEAN. Met de verschuiving van Japan richting ASEAN werd er een duidelijk signaal gegeven van regionale betrokkenheid.

### De Takeshitadoctrine
Op 12 december 1987 op de derde ASEAN-top (Meeting of Heads of Government of Japan and ASEAN) in Manilla, hield premier Takeshita (premier van 1987 tot 1989) een speech onder de titel Japan and ASEAN: A New Partnership toward peace and prosperity. Japan was nog steeds voor een kokoro to kokoro politiek ten aanzien van de ASEAN-landen. Hij was ook voor het versterken van de regionale economie, een sterkere regionale economie zou de politieke stabiliteit in de regio verhogen en het kon gebruikt worden als troef tegen het communisme. Het basisbeleid van Japan jegens ASEAN in de Takeshitadoctrine fase steunde op drie volgende pijlers:
- De economische veerkracht van de ASEAN versterken door het uitbreiden van de ODA's (Overseas Development Assistance).
- De politieke dialoog tussen Japan en de ASEAN versterken, politieke stabiliteit zou een sleutel zijn tot economische veiligheid. Daarbij kon ASEAN een sterke bondgenoot zijn in de regionale machtsverhoudingen.
- Het promoten van culturele uitwisseling.

De doctrine kondigde een nieuw decennium ASEAN aan waar de nadruk lag op de economische samenwerking. Het hoogtepunt van Takeshita's bezoek aan de ASEAN-top was de aankondiging van het ASEAN-Japan Development Fund (AJDF) gespreid over een periode van drie jaar goed voor US$ 2 miljard. Het fonds bestond uit de zogenaamde ODA's bestaande uit 2 delen. Enerzijds was er de bilaterale hulp, wat nog verder onderverdeeld werd in concessies en ODA-leningen (die op hun beurt nog een verschillende samenstelling hadden) en anderzijds bijdragen aan internationale ontwikkelingsorganisaties. De leningen verschilden in die mate van het ‘Fukuda-fonds’ omdat ze niet de middelgrote private exportgerichte bedrijven steunde maar wel de privésector en de joint-ventures in ASEAN. Het plan was niet succesvol grotendeels omdat Japan er niet in slaagde gunstige leningen te leveren ten opzichte van de Wereldbank en het IMF. Het Japan-ASEAN Comprehensive Exchange Program (JACEP) moest instaan voor het uitbouwen en ondersteunen van de culturele uitwisseling. ASEAN schatte deze maatregelen hoog in en hoopte dat Japan nog positievere initiatieven zou nemen op zowel economisch als cultureel vlak.
Met het ontstaan van interne problemen als gevolg van het recruit-schandaal moest Takeshita in 1989 aftreden. Hij besliste om toch naar de ASEAN-landen te reizen en zijn geplande bezoek niet te schrappen. Hij reisde onder andere naar Jakarta en hield daar de speech Japan and ASEAN: Thinking together and advancing together. De nadruk lag op de continuïteit en consistentie van het Japanse politieke beleid ten aanzien van ASEAN. In de speech zette hij het politieke beleid van Japan als volgt uiteen:

Soon after becoming Prime Minister of Japan, I have set forth an international Cooperation Initiative premised on the following three pillars. The first pillar is the strengthening of the cooperation to achieve peace. Second is the expansion of Japan's Official Developmengt Assistance (ODA). And third is the strengthening of the international cultural exchange. I believe that South East Asia is one of the most important areas for this international Cooperation initiative, and I intend to promote actively the initiative in this region.

### Verder verloop van de Takeshitadoctrine fase
Premier Toshiki Kaifu maakte in 1991 een reis naar de ASEAN-landen (Brunei, Maleisië, de Filipijnen, Singapore en Thailand). Ook hij hield een uiteenzetting over het belang van de ASEAN-Japan-relatie. Kaifu was ervan overtuigd dat Japan nooit meer een grote militaire macht zou zijn en klaar was voor een belangrijkere politieke rol in Zuidoost-Azië. Onder andere belichaamd in een grotere interactie met ASEAN. Zo suggereerde Kaifu:

Japan and ASEAN are becoming mature partners able to look seriously at what we can do for Asia-Pacific peace, and prosperity, and to think and act together for our shared goals.

Hij ging zelfs nog en stap verder en verontschuldigde zich voor de rol die Japan gespeeld heeft in wereldoorlog II. Na het bezoek van Kaifu bracht keizer Akihito een bezoek aan een aantal landen in de regio (Thailand, Maleisië en Indonesië). Ook hij benadrukte het berouw om het oorlogsverleden van Japan. Het was duidelijk dat Japan een nieuw tijdperk wilde ingaan van vertrouwen en wederzijdse samenwerking. In hetzelfde jaar nam toenmalig minister van buitenlandse zaken Taro Nakayama deel aan het ASEAN Post Ministerial Conference, hij trachtte de conferentie te gebruiken als forum voor een regionaal politiek dialoog. Hij deed ook het voorstel om in functie van veiligheid en regionale stabiliteit een multilaterale samenwerking te bewerkstelligen. Aanvankelijk was de ASEAN weigerachtig maar na de vorming van het ASEAN Regional Forum in 1994 (ARF) stemde het toch in met het initiatief.
In januari 1993 bezocht Kiichi Miyazawa (premier van 1991-1993) Indonesië, Maleisië, Thailand en Brunei. Hij benadrukte de toewijding die Japan had in het smeden van een nieuwe orde van vrede en voorspoed in Zuidoost-Azië:
- Om een stabiele vrede te handhaven zou de dialoog, zowel op vlak van politiek als van veiligheid bevorderd moeten worden.
- Het voortzetten van de inspanning om de openheid van de economie in Zuidoost-Azië te verhogen.
- Het promoten van de democratie en het nastreven van ontwikkeling en behoud van het milieu.
- Een Japan-ASEAN samenwerking om van Indochina een welvarend en vreedzaam gebied te maken.

Iets meer dan een jaar later in Augustus 1994 bezocht premier Tomiichi Murayama, de eerste premier uit een voormalige oppositiepartij, Maleisië, Singapore, de Filipijnen en Vietnam. Net zoals Kaifu en keizer Akihito toonde hij berouw om Japanse oorlogsdaden. Toenmalig eerste minister van Maleisië, Mahathir vroeg zich af waarom Japan zich steeds bleef verontschuldigen voor zijn verleden. In de plaats stelde hij dat Japan zich moest richten op de toekomst. In tegenstelling tot zijn voorgangers kon de socialistische coalitieregering van Murayama geen concrete politiek ten aanzien van de ASEAN formuleren.
Tijdens de Takeshitadoctrine fase zijn vrijwel alle premiers naar Zuidoost-Azië gereisd. Dit creëerde een institutionele basis waarop de ASEAN-Japan-relaties duidelijk vorm begonnen te krijgen. Niet alleen met ASEAN kwam er dialoog op gang. De ASEAN, China en Korea zaten met Japan rond de tafel tijdens informele ontmoetingen in de periode 1993-1994. Hieruit groeide de “ASEAN Plus Three” (APT); de basis voor verruimde regionale eenheid. Voorts zijn er in de tweede fase van de toenadering ASEAN Japan drie zaken die hebben gezorgd dat de relatie aan kracht kon winnen.
- Cambodja: ASEAN en Japan hadden sinds het uitbreken van het conflict in 1978 gezamenlijk geprobeerd het conflict tot een vreedzame oplossing te brengen. In 1990 werd de Tokyo Conferentie gehouden waarin Japan het oplossen van het gewapende conflict tussen de verschillende facties in Cambodja promootte. Japan steunde het voorstel van prins Sihanouk, op basis van de terugtrekking van de Vietnamese troepen. In 1992 stuurde Japan 1800 leden van het SDF (Self-Defence Forces) naar Cambodja als deel van de V.N.-vredesmacht.
- Myanmar: Japan steunde sinds 1953 Myanmar met ODA's, in totaal goed voor 70% van alle buitenlandse gelden. Japan zag Myanmar als een ander geval van onafhankelijke diplomatiek waarin het ASEAN's beleid steunde boven het isolatiegerichte beleid van de VS.
- East Asian Economic Caucus (EAEC): Japan was in 1990 door Maleisisch premier Mahathir gevraagd om deel uit te maken van de EAEC, een economisch blok dat het fort-Europa en het NAFTA (het North American Free Trade Agreement) moest counteren. In maart 1996 was er een bijeenkomst tussen de ASEAN en de EU waarop Japan, Zuid-Korea en China werden uitgenodigd. Voor Zuidoost-Azië werd het een uitdaging om zich als coherent geheel, zowel politiek, economisch en cultureel, voor te stellen.

### Japanse FDI en ODA, basis van ASEAN's economische groei
In 1989 kreeg Japan te maken met de ergste economische naoorlogse recessie. De crisis raakte Japan hard en veroorzaakte de traagste groeivoet sinds de jaren 70. Als antwoord hierop formuleerde de Japanse overheid, in de vorm van het MITI (Ministry of International Trade and Industry in 2001 omgevormd tot het Ministry of Economy, Trade and Industry ) dat om een langetermijngroei te bekomen er moest afgegaan worden op het stimuleren van de binnenlandse vraag, wat niet zonder een gedereguleerde en open markt kon.
Door de economische crisis in Zuidoost-Azië in het begin van de jaren 80 en het voorbeeld van het economisch succes van andere Aziatische staten (zoals Zuid-Korea en Japan), ging ASEAN over tot liberaliseringen van zijn economie, wat uiteindelijk leidde tot een economische 'boom' tussen 1987 en 1995. Ondanks de kritiek van de ASEAN-landen op het protectionistisch, restrictief beleid van Japan tijdens de crisis bleven ze Japan zien als een belangrijke handelspartner. Japan was immers een noodzakelijke schakel in de herleving van de regionale economie en het herstellen van de eerder behaalde groeicijfers. Met het einde van de Koude Oorlog speelde de anticommunistische drijfveer niet meer zo'n belangrijke rol, wat de regionale economische samenwerking enkel ten goede kwam. De opgang was enerzijds te danken aan interne factoren: de zakengemeenschap binnen ASEAN snakte naar een beter economisch klimaat en anderzijds door externe factoren: de eengemaakte Europese markt, het ontstaan van de NAFTA (North America Free Trade Area), de globalisering en de vrees voor een komend Chinees overwicht. Dit leidde in '92 tot het plan voor de ASEAN Free Trade Area (AFTA). Daarnaast zagen de ASEAN leden de economische samenwerking als middel om de stabiliteit in de regio verzekeren.
In de jaren 90 publiceerde het MITI het International Trade and Industrial Policy in the 1990s wat de nadruk legde op het verlengen van de economische groei en hervorming, het verbeteren van de levenskwaliteit van de Japanners en bij te dragen aan de internationale gemeenschap. Het beleid was meer gericht op sociale en internationale zaken dan de afgelopen jaren het geval was geweest. Het beleid paste in het kader van Kiichi Miyazawa die van Japan een Lifestyle Superpower wilde maken. De verschuiving van het beleid van het bedrijfsleven naar de consument, van protectionisme naar deregularisatie werd door sommige waarnemers gezien als de dalende invloed van het MITI in de jaren 90.
Het opwaarderen van de yen sinds het Plaza Akkoord en het barsten van de zeepbeleconomie noodzaakten de exportgerichte industrie om zijn vestigingen naar het buitenland te verplaatsen meer bepaald lagelonenlanden als Indonesië en andere ASEAN-landen. Deze exodus van Japanse bedrijven wordt ook weleens het "uithollen van de Japanse economie genoemd". De uitholling gaf Japanse bedrijven de kans te herstructureren maar het heeft ook geleid tot een stijgende werkloosheid, een toenemende ontbinding van het levenslang tewerkstellingssysteem en het sluiten van een groot aantal kleine en middelgrote ondernemingen. Niet alleen het drukken van de kosten was een drijfveer voor het outsourcen van de Japanse economische activiteiten naar de ASEAN regio, ook om meer invloed te krijgen op de overzeese markten speelde een belangrijke rol. In de ASEAN-Japan-relatie zijn er echter ook nog een aantal andere factoren die hebben bijgedragen tot de herlokalisering van economische activiteiten:
- De groei binnen ASEAN was aan het terugvallen onder andere door stijgende lonen en een tekort aan opgeleid personeel.
- De industriële herstructurering als gevolg van een veranderde export vraag. Traditioneel hadden de elektronica en de elektrische machine-industrie een leidende rol gespeeld in de groei van de export van ASEAN, in het midden van de jaren 90 was de vraag ernaar gedaald. ASEAN-landen probeerden dit te counteren door zich meer te concentreren op de technologisch-intensieve sectoren.
- De bedrijven kunnen door het Global sourcen buitenlandse faciliteiten dichter bij huis brengen zodat ze efficiënter en effectiever konden inspelen op veranderingen van de vraag.

Het zoeken naar kansen om binnen ASEAN te outsourcen, gebruik te maken van roundtripping en het omzeilen van handelsbarrières heeft de Japanse investeringen in de ASEAN-landen doen stijgen waardoor ze uitgegroeid zijn tot de voornaamste overzeese productiebasissen van de Japanse multinationals. Verschillende sectoren (zoals die van elektronische apparatuur) in de ASEAN-landen konden profiteren van het outsource gerichte beleid van Japan en zag zijn export stijgen alsook de onderlinge handel. Met de bijeenkomst tussen AEM en minister van het MITI, Kozo Watanabe, verklaarde Japan dat het zijn FDI's nog wilde opdrijven in de toekomst.
In het midden van de jaren 90 ging ongeveer een derde van de totale Foreign Direct Investments (FDI) naar vier landen van de ASEAN; Thailand, Indonesië, Maleisië en de Filipijnen. Dit is een duidelijke verschuiving ten opzichte van de jaren 80 toen nog het grootste deel van de FDI’s aan Amerika en Europa werden uitbesteed. De FDI's hebben een grote rol gespeeld in het accelereren van de economische ontwikkeling van de ASEAN-landen. Het vloei van Japanse FDI's naar ASEAN was te danken aan een combinatie van bestaande economische condities in Japan, ASEAN's drijven naar economische ontwikkeling en het economisch klimaat in de wereld. Variaties van deze factoren hebben geleid naar drie golven van FDI's. De eerste golf werd reeds besproken in de periode van de Fukudadoctrine. Een tweede golf van FDI tussen 1985 en 1990, vooral gestimuleerd door het Plaza-Akkoord droeg bij aan de economische boom van de Japanse economie en de aanhoudende accumulatie van handelsoverschotten, hield in dat Japanse bedrijven hun vestigingen naar de ASEAN-landen verschoven. Daar werden ze producenten van afgewerkte producten voor zowel de binnenlandse markt als de Japanse markt. Het Japanse economische succes zette benadeelde handelspartners in de ASEAN ertoe aan om tarieven, quota of non-trade barrières op te dringen aan de Japanse exporteurs. Om een te onevenwichtige handelsbalans te voorkomen en de Japanse producten competitief te houden op de wereldmarkt begonnen Japanse bedrijven in hun handelspartners zelf te investeren. Gekoppeld aan de "duw-factoren" aan Japans zijde waren er ook "trek-factoren" aan ASEAN's zijde. Ze verwelkomde de FDI's als middel voor nationale economische ontwikkeling. De derde golf begon in 1990.
Eind 1995 noteerden de ASEAN-landen hoge economische groei, wat leidde tot een verhoging van de investeringsmogelijkheden in de regio en de intraregionale handel. De economische integratie van Japan in de ASEAN-regio had duidelijk gezorgd voor economische groei waarbij de start van de stijging van de yen in 1985 het proces alleen maar heeft versneld. De economische banden tussen ASEAN en Japan werden alleen maar sterker waarbij ASEAN meer en meer een platform werd om te exporteren naar de westerse wereld en Japan zelf.

### Verdere uitdieping van de Japan-ASEAN-dialoog
The ASEAN-Japan Forum has played an important role in promoting a close and friendly relationship between Japan and ASEAN and thereby contributing to the solution of many issues of bilateral, regional and global nature.

De betuiging van Ichiji Ishii, parlementair viceminister van buitenlandse zaken, illustreert wat het ASEAN-Japan forum tijdens de Takeshitadoctrine fase moest bewerkstelligen: de uitbouw van de Japan-ASEAN-relaties en het bijdragen aan de regionale (en globale) politieke en economische stabiliteit. Het forum werd nog steeds gezien als de belangrijkste plaats voor het Japan-ASEAN-dialoog. Volgende onderwerpen kunnen gezien worden als de rode draad van de fora:
- Japanse steun (FDI en ODA) aan de ASEAN-landen.
- Het dereguleren en liberaliseren van de markt.
- Het promoten van de culturele samenwerking.

Japan bleef ASEAN's druk om zijn markt opener te maken, het verlagen van tariefbarrières en het uitbreiden van invoerquota's omzeilen. Wel werden het ASEAN-Japan Development Fund (AJDF) en het Japan-ASEAN Comprehensive Exchange Programme (JACEP) opgericht. Enerzijds moesten deze initiatieven bijdragen aan de ontwikkeling van de regio maar ze kunnen ook gezien worden als plakker op ASEAN's wonde die ze nahield op Japans protectionistische beleid.
Tijdens de elfde zitting van het ASEAN-Japan forum in 1989 stelde Sakutaro Tanino, directeur-generaal van het bureau van Aziatische zaken, het International Cooperation Initiative (ICI) voor. Naast dezelfde programmapunten als de negende en de tiende zitting moest het ICI de band Japan-ASEAN verder versterken. Om de ASEAN-landen te steunen in hun economische ontwikkeling zouden de ODA voortgezet worden en werd de schuldenlast (stijgende door het opwaarderen van de yen) iets draaglijker gemaakt door de interestvoet te verminderen met 1%.
Het oprichten van het (AJDF) en het (JACEP) hadden een positieve boodschap gehad in de vorige fora en ASEAN bleef zijn waardering herhalen in het dertiende en veertiende forum. In verband met internationale economische zaken waren Japan en ASEAN het eens over het belang van de uitkomst van de Uruguay-Ronde en hun intentie om verder te blijven werken aan het onderhouden van het multilaterale en open handelssysteem, wat de bron moest zijn van een dynamische economische ontwikkeling van de regio. Naast de normale programmapunten werden ook de recente ontwikkelingen van het NAFTA en het SEM (Single European Market) behandeld. In het kader NAFTA en SEM werd Japan gevraagd zich bij AFTA te voegen om samen met ASEAN een economisch blok te vormen om de intraregionale handelsbalans beter te verdelen. Met de versnelde toetreding tot de AFTA (die voorzien werd voor 2003) zou Japan er alles aan doen om de markt verder te liberaliseren en meer ASEAN-producten  te importeren.
In januari 1992 hield ASEAN, na een interval van 5 jaar, zijn vierde ASEAN Summit. ASEAN vierde zijn 25e verjaardag en was uitgegroeid tot een belangrijke stabilisator en een onmisbare actor in de verdere ontwikkeling van de vrede en stabiliteit in Oost-Azië. In dat opzicht heeft Japan moeite gedaan om de dialoog en samenwerking met de ASEAN-landen te verdiepen. Toenmalig premier Toshiki Kaifu vatte de relatie als volgt samen:

The relationship between Japan and ASEAN is one between mature partners which think together and act together.

Japan moedigde verdere uitdieping van de relatie aan via de ASEAN Post-Ministerial Conferences waar zaken als veiligheid (zo stelde Japan in 1992 zijn International Peace Cooperation Law voor), economische ontwikkeling en regionale kwesties behandeld konden worden. Met het oog op de geplande toetreding tot het ASEAN Regional Forum (dat zich zou toespitsten op de veiligheids- en politieke kwesties in Zuidoost-Azië) wilde Japan het AJF gebruiken als plaats voor dialoog rond:
- Politieke en veiligheidskwesties
- Economische samenwerking en kwesties
- Culturele samenwerking

In 1995, bleef Japan de samenwerking met de landen van Zuidoost-Azië promoten. Minister van buitenlandse zaken Yohei Kono nam deel aan de ARF-meeting en de ASEAN Post Ministerial Conferences. Zoals Chumpol Phornprapha, voorzitter van het AJEC, het mooi verwoordde moesten Japan en ASEAN een blauwdruk maken voor toekomstige samenwerking om in te spelen op de globale sociale en economische veranderingen en de alsmaar competitief wordende wereldmarkt.
Klik hier voor een meer gedetailleerd overzicht van de belangrijkste zittingen van het ASEAN-Japan Forum.

## Japan-ASEAN-relaties ten tijde van crisis

### De Hashimotodoctrine
Deze derde fase begon wanneer de LDP onder het voogdij kwam van Ryutaro Hashimoto in '96. In 1997 bezocht Hashimoto de landen Brunei, Maleisië, Indonesië, Vietnam en Singapore. In Singapore hield hij een speech getiteld 'Reforms for the New Era of Japan and ASEAN for a Broader en Deeper Partnership', waarin hij uitleg gaf over het nieuwe beleid dat hij wilde gaan volgen.

As you probably remember, in 1977 then Prime Minister Fukuda launched the so-called Fukuda Doctrine and in 1987 Prime Minister Takeshita proposed that Japan and ASEAN establish a new partnership. Today, I would like to deliberate with you on how Japan and ASEAN should reform their cooperative relationship in a manner suitable for a new era.

Hashimoto wilde zich hierbij vooral concentreren op de volgende drie punten:
- Het promoten van bredere en diepere uitwisselingen tussen Japan en ASEAN op alle niveaus.
- Het bevorderen van een sterke vriendschap door een wederzijdse verstandhouding en uitbreiding van de culturele samenwerking.
- Het delen van wijsheid en ervaring in verband met problemen in de internationale samenleving.

Deze punten zijn ook bekend als de Hashimotodoctrine.
ASEAN verkeerde op dat moment echter nogal in een benarde positie. In juli 1997 was er een financiële crisis uitgebroken in Thailand, die zich al gauw uitbreidde naar heel Oost- en Zuidoost-Azië. Dit zorgde ervoor dat ASEAN haar geloofwaardigheid verloor tegenover ARF en APEC. Daarnaast had ASEAN ook nog eens te kampen met politieke instabiliteit en een groeiende economische kloof tussen de leden zelf. Om deze problemen te verhelpen en om hun reputatie er terug bovenop te helpen, had ASEAN hulp nodig van buitenaf.
Tijdens de ASEAN-Japan Summit in december 1997 stelde Hashimoto omtrent deze materie het volgende voor: Japan zou samenwerken met ASEAN zodat de Aziatische munt en de financiële markten weer stabiel zouden worden. Ook zou Japan ASEAN bijstaan om een stabiele en aanhoudende ontwikkeling te bekomen door middel van economische, structurele hervormingen.
Japan en ASEAN besloten hierop hun samenwerking te verbeteren met oog op de 21e eeuw. Ze kwamen tot het besluit dat er dialoog moest gevoerd worden op alle niveaus en dat de 'Leaders' meetings' zo vaak als het mogelijk was, moesten gehouden worden.

### Verder verloop van de Hashimotodoctrine fase
In 1998 werd Ryutaro Hashimoto opgevolgd door Keizo Obuchi. De ASEAN-landen waren al op de topconferentie van 1998 overeengekomen dat het goed zou zijn de banden met Obuchi wat meer aan te halen. Obuchi had namelijk aangedrongen op een betere dialoog tussen Japan en ASEAN om stabiliteit en vrede te kunnen creëren in de regio.
Hij stelde meer bepaald het volgende voor:
- Japan zou het Miyazawa plan uitvoeren en daar nog eens een lening van 600 miljoen yen bovenop doen. Bovendien zou het ervoor zorgen dat 10000 mensen in Zuidoost-Azië een opleiding kregen.
- Japan zou nog eens 500 miljoen geven om een ‘Human Security Fund’ op te richten binnen de Verenigde Naties. Dit fonds diende om bedreigingen zoals drugs en terrorisme de kop in te drukken.
- Er zou een centrum komen in Tokio waar uitwisselingen zouden plaatsvinden tussen studenten en onderzoekers van over de hele wereld.
- Japan wilde ook dat er een Consultative Conference werd opgericht zodat de samenwerking tussen ASEAN en Japan nog beter kon besproken worden.

Dit beleid kwam voort uit een beslissing die Obuchi al in september 1998 genomen had in samenspraak met president Clinton. Toen werd beslist dat Amerika verantwoordelijk zou zijn voor Zuid-Amerika en dat Japan dan dezelfde rol zou spelen tegenover Zuidoost-Azië.
In 2000 bezocht Obuchi Cambodja, Laos en Thailand om te tonen wat de concrete plannen zouden zijn om de economische ongelijkheden binnen ASEAN op te lossen. Hiermee toonde Obuchi ook aan dat Japan van plan was Cambodja en Laos sterk te steunen, ook al waren zij nog maar net lid van de ASEAN. Het bezoek had ook als doel de houding die Japan zou aannemen tijdens de Kyushu-Okinawa Summit van de G8 uit te leggen en te horen wat de andere Aziatische landen daarover te zeggen hadden.
Dit was echter geen prioriteit. Obuchi vond het belangrijker om eerst de financiële crisis binnen de ASEAN op te lossen. Hij kwam in samenspraak met Hashimoto en ASEAN tot de volgende beleidspunten.

### Het oprichten van een Asian Monetary Fund naar voorbeeld van het IMF
Aan het eind van de jaren 80 was Oost-Azië meer en meer een economisch groeicentrum geworden. De snelle revaluatie van de yen zorgde ervoor dat Japan tegen de jaren 90 de grootste investeerder was in de meeste landen in de regio. Het duurde dus ook niet lang of al gauw rees de vraag of Japan in staat zou kunnen zijn een apart economisch blok te vormen en toen Maleisië voorstelde dat Japan een leidende rol zou spelen binnen de EAEC leek dit idee al bijna werkelijkheid te worden.
De dollar was wel nog steeds de belangrijkste munteenheid binnen de Aziatische handel, maar de yen werd ook steeds meer en meer gebruikt. In april 1995 kondigde de regering aan dat ze het gebruik van de yen nog verder zou promoten en zo een betere relatie zou creëren tussen Japan en de andere Oost-Aziatische landen. In 1996 kwam er voor het eerst een meeting van de East Asia-Pacific Central Bank Executives.
De devaluatie van de Thaise munt in juli 1997 luidde echter het begin in van een financiële crisis. Het Japanse ministerie van Financiën wilde dat er zo snel mogelijk een reddingsplan kwam. Ze vreesde immers dat de crisis een kettingreactie zou veroorzaken in de naburige landen. Het kwam tot een overleg met de ASEAN en omdat al gauw duidelijk werd dat de VS niet van plan waren om in te grijpen, besloot Japan zelf een leidende rol te spelen.
Na overleg met de ASEAN kwamen ze met het voorstel een ‘Asian Monetary Fund’ op te richten. Dit AMF zou ongeveer dezelfde functie hebben als het IMF, maar dan in Azië. Het zou de volgende twee functies hebben:
- Het AMF zou plaatselijk toezicht houden om het IMF bij te staan.
- Naar voorbeeld van het IMF zou het AMF ook financieel bijspringen als er landen in de regio in moeilijkheden zaten.

De reden voor het oprichten van het AMF was dat het IMF of de Wereldbank nog vaak tekortschoten als het ging om het oplossen van een crisis, zeker op Aziatisch grondgebied. En als het IMF dan al financieel te hulp schoot, ging dat vaak gepaard met strenge richtlijnen over wat er met het geld moest gebeuren.
Met dit voorstel was de crisis in Thailand natuurlijk nog altijd niet opgelost. Japan besloot daarom een lening toe te staan van 900 miljoen dollar. Deze lening stond volledig los van het initiatief om een AMF op te richten en was ook niet verbonden met strenge richtlijnen zoals dat met leningen van het IMF gebeurde.
Ondertussen gingen de onderhandelingen om een AMF op te richten verder. Het ministerie van Financiën, onder leiding van Eisuke Sakakibara ondernam het volgende: allereerst werd een voorlopig concept uitgedacht en werd onderzocht of het mogelijk was zo een fond op te richten samen met tegenhangers in Oost-Azië en de VS. Ten tweede werd het voorstel opgestuurd naar tien Aziatische landen, zodat ze het bij de volgende bijeenkomst van het IMF en de Wereldbank op tafel konden leggen.
Sakakibara was positief ten opzichte van het voorstel. De meeste Oost-Aziatische landen waren immers voor het oprichten van een AMF. Amerika was echter tegen. Zij zagen het als een rechtstreekse uitdaging van het IMF en wilden dat Japan het hield bij een systeem waar ze gewoon toezicht hielden, maar niet financieel ingrepen.
Na overleg met de VS en de verantwoordelijken van de Asia-Pacific tijdens de financiële meeting in november 1997 in Manilla, werd het volgende beslist:
- Het systeem van noodleningen van het IMF zou herzien en verbeterd worden.
- De vestiging van het IMF in Tokio zou vanaf nu verantwoordelijk zijn voor het toezicht van de plaatselijke economie.
- De voorwaarden voor het geven van een lening zouden aangepast worden aan de regio.

Sakakibara moest zich hiermee gewonnen geven en beseffen dat een AMF er nooit zou komen, ook al wist hij dat de genomen maatregelen lang niet voldoende waren om de financiële crisis op te lossen.
Toch is deze poging tot oprichting van een AMF een enorme stap vooruit in termen van het Japanse leiderschap. Het was immers de eerste keer dat Japan zo een concreet en samenhangend voorstel lanceerde en het zo nauwkeurig opgevolgd had. De oprichting van het AMF zou er ook voor gezorgd hebben dat het vormen van een yenblok een feit werd. Dit was ook een van de redenen van de VS om ertegen te zijn.
De Oost-Aziatische leiders blijven nog steeds geloven in een AMF dat een grote rol kan spelen in het oprichten van een veiligheidsnet voor de financiële systemen in Oost-Azië. In afwachting daarvan werden er ondertussen nieuwe initiatieven genomen.

### Nieuwe initiatieven om de crisis te verhelpen
Op 3 oktober 1998 lanceerde de Japanse overheid een nieuw initiatief, dat ze “The New Miyazawa Initiative” doopten. Er werd 30 miljoen dollar vrijgemaakt, waarvan de ene helft zou dienen om financiële problemen op lange termijn op te lossen en de andere helft beschikbaar was voor geldnood op korte termijn. Aan deze fondsen waren er geen speciale voorwaarden gebonden.
Vanaf december 1998 werden er fondsen gegeven aan Maleisië, Thailand, Indonesië, de Filipijnen en Zuid-Korea. Ook aan Vietnam en Myanmar werden fondsen gegeven, want daar gaf het IMF geen steun. De meeste landen verkozen deze fondsen ook boven deze van het IMF omdat er geen speciale voorwaarden aan vastgebonden waren. Tegen 2002 was al 21 van de 30 miljoen dollar uitbesteed.
Tijdens de Financial Ministers’ Meeting van mei 2000 besloten ASEAN, Japan, China en Zuid-Korea om de Oost-Aziatische financiële samenwerking nog te versterken. Dit “Chiang Mai Initiative” zou dienen als een aanvulling op de internationale faciliteiten, zoals het bijvoorbeeld het IMF. Tegelijkertijd zou het echter ook instaan voor het verlenen van financiële hulp op korte termijn. Het Chiang Mai initiatief bestaat uit 3 overeenkomsten. Door de economische crisis kon Japan niet uitvoeren naar Zuidoost-Azië en wegens het lakse optreden van Europa, Amerika en het IMF moest er dus een masterplan komen. De Japanse overheid besliste om miljarden uit te trekken om de Zuidoost-Aziatische economieën terug op de been te brengen. De Japanse overheid beschikte over een gezonde portefeuille ondanks de economische crisis. De crisis beperkte zich namelijk alleen tot de bedrijven waardoor de overheid wel financieel gezond bleef. Dit verklaarde de mogelijkheid om zulke bedragen uit te trekken. De goodwill van Japan werd positief onthaald. Deze bereidheid tot financiële ondersteuning was de eerste overeenkomst die in Chiang Mai werd bekomen. De tweede Chiang Mai overeenkomst betrof een plan om Aziatische landen als Zuid-Korea en Thailand minder afhankelijk van Amerika te maken en indien één valuta onderuit werd gehaald, dan zouden de andere leden een buffer hebben. Ze zouden dan niet door een domino-effect worden onderuitgehaald. Er is ook een derde Chiang Mai overeenkomst voor landen als Indonesië.
In november 2000 trad dit systeem in werking. Landen die deelnamen konden nu hun munteenheid ruilen voor grote, internationale munteenheden en dit voor een periode van 6 maanden.
ASEAN en Japan waren er dus eigenlijk in geslaagd een soort zelfhulpmechanisme te ontwikkelen dat ongeveer overeenkwam met een regionaal “Monetary Fund”.

## ASEAN + 3 en East Asia Summit 2005: een nieuwe periode?
Met dit mechanisme in plaats, leek een tweede financiële crisis voorkomen te kunnen worden. Na de grote Zuidoost-Azië visie van Fukuda, de economische veranderingen die plaatsvonden tijdens de Takeshitadoctrine-fase, en de crisis van 1997, leek een nieuwe periode aan te breken in de Japan-ASEAN-relaties. ASEAN werd ondersteund door ASEAN+3 in de jaren 90 en meer recentelijk door de East Asia Summit. Een populaire premier, genaamd Koizumi, kwam ondertussen ook aan de macht en deinsde er niet voor terug om de Japanse tradities te doorbreken en zijn eigen stempel te drukken op de Japan-ASEAN-relaties. Stilaan worden de symptomen van een nieuwe periode duidelijk.

## ASEAN+3

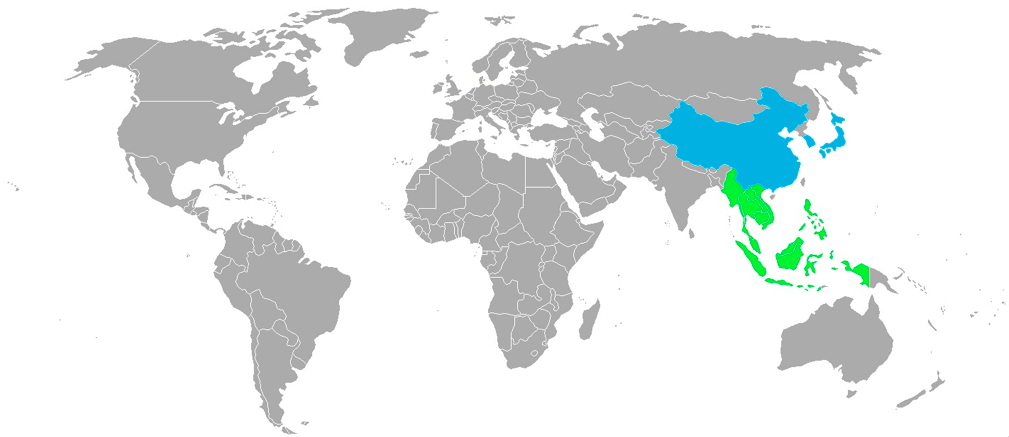
ASEAN+3 op de wereldkaart

ASEAN + 3 begon vorm te krijgen na de top in Kuala Lumpur in december 1997. Het was een zeer bewogen jaar voor de Aziatische economie gezien de grote financiële crisis die plaatsvond in datzelfde jaar. Na de crisis van 1997 moest er nagedacht worden om een zulke crisis beter te kunnen bestrijden en voorkomen. Doorgaans kwam het IMF tussenbeide in een financiële crisis. Zoals eerder gezegd, stelde het IMF meestal politieke hervormingen voor als voorwaarde voor financiële bijstand. Maar in Azië werd het IMF gezien als een overwegend Amerikaanse instelling en zulk een invloed werd in veel deellanden van ASEAN als onaanvaardbaar ervaren. Deze eerste top in 1997 tussen ASEAN-leiders  en andere Oost-Azië landen, zoals Japan, China en Zuid-Korea, vormde het startpunt voor een toenadering tussen de landen van Oost-Azië. In december 1998 kwamen de verschillende leiders opnieuw bijeen en er werd onderling afgesproken regelmatig te vergaderen. Er was desondanks nog geen sprake van enige gezamenlijke standpunten. Bovendien werd de term ASEAN+3 enkel voorzichtig uitgesproken in de wandelgangen van de top. Het illustreerde het bescheiden karakter van de samenwerking. Het duurde tot de vergadering van de financiën ministers van ASEAN+3 in maart 1999 dat de term ASEAN+3 officieel werd gebruikt.

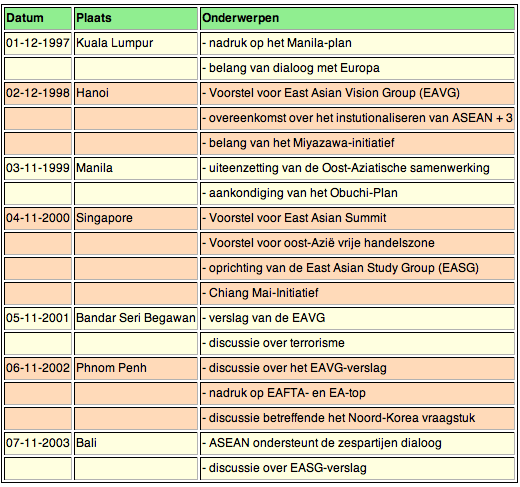
Evolutie van de ASEAN+3 bijeenkomsten

In november van datzelfde jaar vond er een top van dertien regeringsleiders plaats. Deze top had 'een gezamenlijk standpunt betreffende Oost-Aziatische samenwerking' als resultaat. De samenwerking zou plaatsvinden op de volgende terreinen:
- monetaire en financiële samenwerking
- social en human security
- wetenschappelijke en technologische ontwikkeling
- de culturele en informatiesector
- ontwikkelingssamenwerking
- politieke en transnationale onderwerpen

Daarbij kwam op deze top een belangrijke dialoog tot stand tussen Japan, China en Zuid-Korea. Aan de zijlijn van iedere ASEAN top zou er vanaf dit moment ook een ontmoeting plaatsvinden tussen deze drie Noordoost-Aziatische landen.

In juli 2000 kwamen de Ministers van Buitenlandse Zaken van ASEAN+3 opnieuw bijeen in Bangkok. Centraal in deze vergadering van ASEAN+3 stond een evaluatie van het eerder uitgebrachte 'gezamenlijke standpunt'. De Japanse Minister van Buitenlandse Zaken Yohei Kono verzocht een open regionale samenwerking en een "Japan-Oost-Azië Partnerschap Initiatief" waarbij de nadruk komt te liggen op human security en een verbetering van de economische banden binnen ASEAN. Human security draait rond de veiligheid van het individu, dit in tegenstelling tot veiligheid die draait rond de staat. Het omvat drugspreventie, ziektebestrijding, enz. Verder werden in Bangkok veiligheidskwesties betreffende het Koreaanse schiereiland en Indonesië besproken. Samen met human security wijst dit erop dat ASEAN+3 evolueert naar een forum dat verdergaat dan economische samenwerking.

In november 2000 werd er wederom een top van regeringsleiders van ASEAN+3 gehouden. Japan werd vertegenwoordigd door Yoshiro Mori, premier van Japan. Daar stelde hij, in het licht van betere Aziatische samenwerking in de 21e eeuw, drie aandachtspunten voor:
1. partnerschappen
2. open regionale samenwerking
3. een diepgaande dialoog en samenwerking betreffende veiligheid

Illustratief voor het Japanse streven naar human security was het voorstel van Japan voor een "Conferentie betreffende samenwerking in de strijd tegen piraterij en gewapende overvallen op schepen". In de Zuidoost-Aziatische zee zijn gewapende overvallen op schepen door 'moderne' piraten namelijk schering en inslag.

ASEAN zelf stelde van haar kant een 'Oost-Azië top' voor en een 'Oost-Azië vrijhandels-en investeringszone'. Ze zijn beter bekend onder hun Engelse acronym: EAS (East Asia Summit) en AFTA (Asean Free Trade Area). Andere landen als China en Zuid-Korea deden ook voorstellen. De Zuid-Koreaanse president Kim Dae Jung verkreeg onder meer de oprichting van de East Asian Study Group (EASG). Dit is ook de top waar het Chiang Mai Initiatief besproken werd. 
We gaan dieper in op de East Asia Summit.

## East Asia Summit

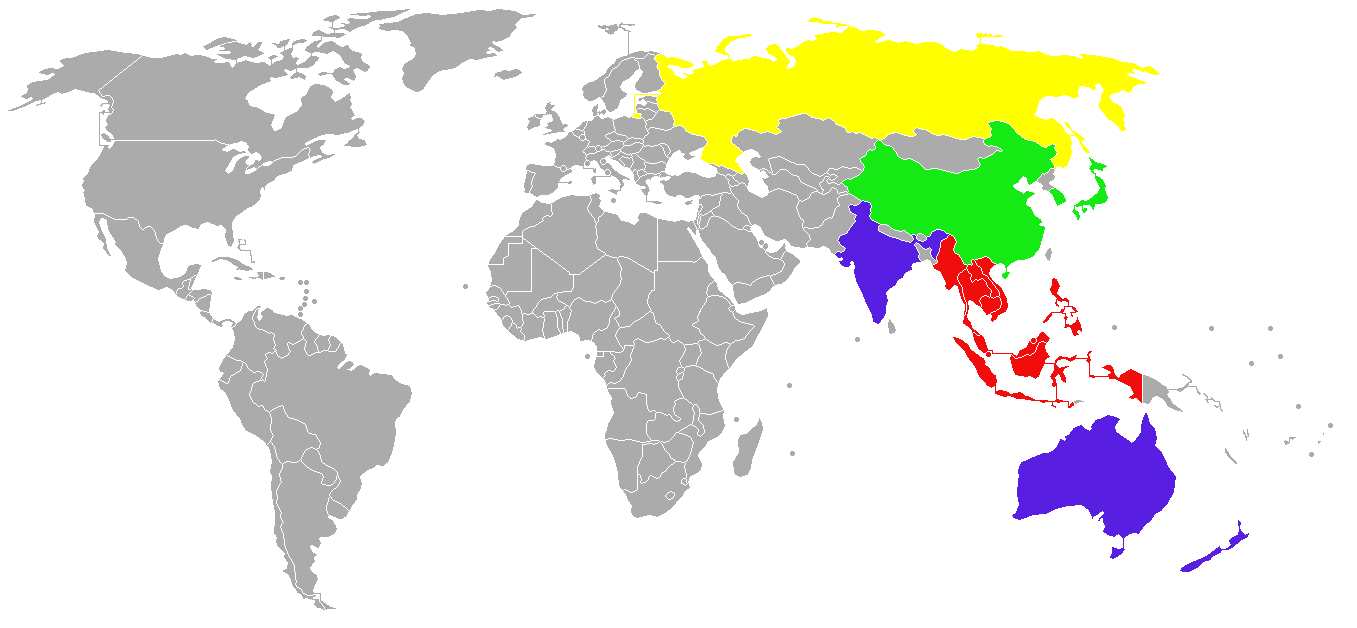
Leden van de East Asia Summit, met Rusland als waarnemer

De East Asia Summit (EAS) van 2005 was de eerste grote vergadering van het 'brede' Azië. Deze term kan het best uitgelegd worden door te definiëren wat het 'enge' Azië is. Het enge Azië zijn Zuidoost-Aziatische landen als Indonesië, de Filipijnen, Vietnam, ... en Noordoost-Aziatische landen als Japan, China, Korea. Het brede Azië zijn het enge Azië samen met India, Australië en Nieuw-Zeeland. Japan stond erop het brede Azië bij de top te betrekken, omdat Japan, net als Australië, Nieuw-Zeeland en India, zijn economie had gefundeerd op het Amerikaanse kapitalisme. Rusland heeft ook lidmaatschap aangevraagd, en verkreeg in 2005 het recht om als waarnemer aanwezig te zijn. Japan vreesde dat China een vrijhandelszone zonder Japan wilde opstarten met de ASEAN-landen en economisch veel te sterk zou worden. Japan vreest China namelijk niet militair, maar wel zeker economisch.
De EAS werd voorafgegaan door een bijeenkomst van ASEAN + 3. Een ASEAN + 3 bijeenkomst werd op zijn beurt normaal voorafgegaan door een onderling overleg tussen Japan, Zuid-Korea en China. Deze keer echter niet. De aanloop naar de eerste EAS werd namelijk verstoord door de bezoeken van premier Koizumi aan het Yasukuni-schrijn. Dit is een herdenkingsplaats voor Japanse soldaten waaronder veertien klasse A-oorlogscriminelen. Deze bezoeken aan Yasukuni waren al langer een doorn in het oog van China en Zuid-Korea. Wanneer Koizumi opnieuw Yasukuni bezocht op 17 oktober 2005, zagen China en Zuid-Korea dat als onweerlegbaar bewijs dat Japan nog niet in het reine was gekomen met zijn oorlogsverleden. Hiermee werd dan ook meteen het geplande onderling overleg tussen de drie afgezegd door China en Zuid-Korea.
De EAS vond echter wel plaats en resulteerde in de ondertekening van de Kuala Lumpur Declaratie en de Avian Influenza Prevention. Er werd overeengekomen om elk jaar een EAS te houden samen met de jaarlijkse ASEAN ontmoetingen. De leiders verklaarden dat de EAS:
1. een forum moet zijn voor strategische, economische en politieke onderwerpen, gunstig voor de regionale vrede, stabiliteit en economische voorspoed
2. EAS een ondersteunende rol moet innemen voor ASEAN en ze dus niet wil vervangen
3. de werking van EAS zal transparant zijn
4. veiligheid, economie en human security zijn belangrijke aspecten
5. een lid van ASEAN zal telkens het voorzitterschap op zich nemen

Een tweede EAS zou gehouden worden in 2006 in de Filipijnen. De onderwerpen die behandeld zouden worden zijn energie, financiën, onderwijs, griepvirussen verspreid door vogels en natuurlijke rampen. Ironisch genoeg werd deze top afgelast door het uitbreken van typhoon Utor. Ze werd verplaatst naar januari 2007.
Een belangrijk punt dat opvalt bij de samenstelling van de EAS-leden is de afwezigheid van de Verenigde Staten. Sommigen menen hierin de dalende invloed in Azië van de Verenigde Staten te herkennen. Ze zien dit in teken van een stijgende Chinese invloed.
Eigenlijk zijn er nu twee organen die het beleid van Oost- en Zuidoost-Azië een invulling willen geven. ASEAN+3 en EAS. China oppert voor meer samenwerking binnen ASEAN + 3 want China ziet het ASEAN process evolueren naar meer culturele homogeniteit. Japan kiest echter voor meer samenwerking binnen EAS. De reden hiervoor werd eerder uitgelegd. Toch mag de culturele diversiteit niet miskent worden. Hoe deze diversiteit te overbruggen is wederom een punt van conflict voor China en Japan. China wil eerder de nadruk leggen op het etnisch gegeven. Japan van zijn kant, legt de nadruk op de gemeenschappelijke geschiedenis en verscheidene ontwikkelingsniveaus. Dit zorgt op heden voor een interne strijd binnen ASEAN. Toch kunnen we vaststellen dat ASEAN door globalisatie geëvolueerd is naar de East Asia Summit. Globalisatie heeft er namelijk voor gezorgd dat er nood is aan regionalisme. Landen kunnen nationaal geen stem meer uiten op veranderingen in de wereld. Op wereldniveau kan er echter zelden eensgezindheid bereikt worden. Vandaar het belang van regio's die dankzij hun nabijheid en gemeenschappelijke elementen samen een krachtig blok kunnen vormen. Japan speelt hier een niet te onderschatten rol, met nadruk op de Japanse dwingende economische middelen (sticky power), waarmee het (voorlopig) zijn economische positie kan blijven handhaven. Een kleine nuance die toch niet onbelangrijk is, zijn de verscholen factoren die drijven tot een beslissing binnen ASEAN en EAS. Een evolutie die namelijk vastgesteld wordt door verscheidene onderzoekers is het stijgende belang van verscholen belangenorganisaties. Naast de regeringsleiders geraken zij meer en meer betrokken bij de beleidsvorming van de EAS en ASEAN.

## De Koizumidoctrine
Eerder in het artikel hebben we doctrines besproken zoals de Fukuda-, Takeshita- en Hashimotodoctrines. Sommige onderzoekers beweren dat er nu ook sprake kan zijn van een Koizumidoctrine. De doctrine is vernoemd naar Japans gewezen Eerste Minister Junichiro Koizumi. Tijdens zijn ambtstermijn (2001-2006) waaide er een nieuwe wind door de Japan-ASEAN-relaties. Deze Japanse premier deinsde er niet voor terug om gevestigde Japanse groepen hun invloed te doorbreken in teken van een vernieuwend beleid. Zo trachtte hij de "Triangle of Power" te breken, het aanzien van Japanse politici binnenlands te verbeteren, self-defence forces (SDF) in het buitenland in te zetten ... Hij kondigde zich aan als de man van de hervormingen en had de zware taak Japan uit een moeilijke laagconjunctuur te halen. Maar we kennen Koizumi ook als een controversieel man. Zijn bezoeken aan het Yasukuni schrijn kwamen meermaals bij China en Zuid-Korea in het verkeerde keelgat terecht. De relaties met deze buurlanden kenden dan ook geregeld zware dieptepunten.

Maar Koizumi had zijn oog gericht op het economisch herstel van Japan. De ASEAN-landen pasten mooi in dit plan. In 2002 vatte hij zijn beleid ten opzichte van ASEAN samen als een comprehensive economic partnership. Koizumi wilde de focus niet langer op handel, investeringen en ontwikkelingshulp (ODA) alleen houden. Volgens de charismatische premier had Japan er alle belang bij dat de landen van ASEAN groeiden, omdat zo'n groei de handel alleen maar kon versterken. Hij trachtte dit te verwezenlijken door in Japan een liberalisering van de handel te promoten. Deze liberalisering kwam tot stand dankzij akkoorden betreffende
- het vergemakkelijken van de handel
- investeringfaciliteiten om de economische capaciteit te vergroten
- intellectuele eigendom overeenkomsten[34][35]

Japan sloot onder Koizumi akkoorden met Singapore en Thailand. Deze akkoorden hielden een onderlinge FTA en investeringsplan in. In Japan zelf stootten deze akkoorden echter op veel weerstand, onder meer van de landbouw. Japan had de gewoonte zijn landbouwindustrie te beschermen door middel van artificiële invoertaksen. Voornamelijk het akkoord met Thailand werd geviseerd. Er werd gevreesd dat de veel goedkopere Thaise rijst de Japanse markt zou overspoelen en de Japanse rijstbedrijven geen kans zouden maken. Met Singapore had de landbouwlobby veel minder moeite, omdat dat land niet zo'n gevaar kon betekenen voor de Japanse productie. Een FTA opzetten werd echter van groot belang voor de economische positie van Japan in Oost-Azië. China had reeds met ASEAN akkoorden afgesloten die de oprichting van een FTA binnen de tien jaar moesten verzekeren. Maar ook ASEAN, EAS en organisaties als APEC trachtten een vrije handelszone op te richten binnen hun respectievelijke gebieden. Dit is een van de prioriteiten die ze gedurende decennia voorop hebben gesteld. Japan kon niet achterblijven, vandaar de nood aan deze akkoorden.
Onder Koizumi lanceerde Japan in april 2006 het Nikai-initiatief. Het was in feite een soort van Marshall-plan bedacht door de Japanse Minister van Handel, Toshihiro Nikai. In augustus 2006 werd dit initiatief wat afgeslankt en was de inhoud als volgend:
- een fonds van 80 to 100 miljoen dollar om een economische samenwerking op te richten, met als voorbeeld de Organisatie voor Economische Samenwerking en Ontwikkeling.[40][41]
- een akkoord betreffende vrije handel (Free Trade Agreement)
- een instituut dat luistert naar de naam East Asia Economic Research Institute (EARI) voor ASEAN en Oost-Azië met zetel in een ASEAN-land. Het instituut zou de voordelen van het vrijhandelsakkoord onderzoeken.

Het initiatief werd positief onthaald, maar er was ook het nodige scepticisme van onder meer China. Japan moest bewijzen dat het geen tactische zet was om China economisch te temperen. In september 2006 werd Toshihiro Nikai vervangen door Akira Amari. De invloed van deze wissel op de evolutie van het initiatief moet nog blijken. De agenda voor de EAS van 2007 spreekt alleszins niet van een vrijhandelszone.

## Een nieuwe periode
Koizumi is eind september 2006 afgetreden als premier en dus rijst de vraag of zijn beleid en doctrine zal voortgezet worden onder zijn opvolger, Shinzo Abe. Alhoewel het antwoord misschien wat voorbarig zou zijn, kunnen er toch al enkele feiten geobserveerd worden. Bij zijn eerste speech als premier voor de 165e sessie van het Japans parlement eind september had Abe het volgende te zeggen over ASEAN en samenwerking in Zuidoost-Azië:

ＡＳＥＡＮとの協力を一層進めるとともに、アジアに存在する民主国家として、自由な社会の輪をアジア、そして世界に広げていくため、オーストラリアやインドなど、基本的な価値を共有する国々との首脳レベルでの戦略的な対話を展開します。

Vertaling:
Ik zal samenwerking met ASEAN blijven ondersteunen. Verder zal ik als vertegenwoordiger van een democratisch land binnen Azië, een strategische dialoog blijven voeren met landen zoals Australië en India waar dezelfde fundamentele waarden teruggevonden kunnen worden. Dit in teken van een visie die de groep van vrije samenlevingen wil verbreden in Azië en in de wereld.
Bij deze beleidsverklaring observeren we Abes intentie voor een voortzetting van Koizumi's beleid. Vooral de vermelding van landen als Australië en India trekt de aandacht. Dit zijn de landen van het brede Azië en tevens belangrijke partners van Japan binnen de EAS. Abe hecht dus duidelijk belang aan ASEAN, maar ziet strategische samenwerking binnen EAS als een essentieel onderdeel. Dit lijkt op een voortzetting van het beleid van Koizumi, maar het blijft uiteraard afwachten tot de komende EAS van 2007. Ook de vruchten van het Nikai-initiatief moeten nog blijken. Toch zien we voorzichtig een nieuwe periode zich manifesteren onder Koizumi en Abe. ASEAN+3 en EAS zijn belangrijke overlegorganen geworden tussen de landen van respectievelijk Oost-Azië en het brede Azië. Verder tonen overeenkomsten die Abe reeds gesloten heeft met onder andere Abes bezoek aan de Filipijnen, alsook de agenda van de premier voor de EAS van 2007, op hun beurt een voortzetting van de Koizumidoctrine. Shinzo Abe kondigde op 12 september 2007 aan dat hij zou aftreden. Dit zou te wijten zijn aan vermoeidheid en Abes tanende populariteit bij de bevolking wegens zijn buitenlands beleid. De Japanse publieke opinie is meer begaan met binnenlandse problemen zoals onder andere de toestand van de economie en de vergrijzing. Er gingen stemmen op om Koizumi terug naar de voorgrond te brengen, maar die laatste heeft geweigerd.